# 额日登格日勒
额日登格日勒（1973年—），内蒙古阿巴嘎旗人，蒙古族，中华人民共和国政治人物、第十二届全国人民代表大会内蒙古地区代表。
1998年毕业于内蒙古牧业学校。或说，毕业于内蒙古党校函授学院经济管理专业。家在阿巴嘎旗额尔登宝拉格嘎查。2003年，她当选为额尔登宝拉格嘎查长（村长）。2008年，当选内蒙古自治区第十一届人大代表。2013年，被选为全国人大代表。